# ميغ رايان
ميغ رايان (بالإنجليزية: Meg Ryan)‏ (مواليد 19 نوفمبر/تشرين الثاني 1961 في مدينة فيرفيلد، كونيتيكت) هي ممثلة أمريكية، اشتهرت بأدوارها المرحة في أفلام كوميديا ورومانسية شعبية.

## النشأة والطفولة
ميغ رايان هي ابنة سوزان جوردان، ممثلة ومعلمة لغة إنكليزية وهاري هيرا معلم رياضيات. وتنحذر أصولها من جذور ألمانية، إيرلندية، بولندية[بحاجة لمصدر]. لديها أختان هما دانا وآني بالإضافة إلى أخ يدعى أندرو فنان موسيقي وعضو في فرقة بيلي بيلغرم. انفصل والداها عام 1976 وهي في الخامسة عشرة من عمرها.
تخرجت ميغ من الثانوية، ثم درست الصحافة أولا في جامعة كونيتيكت ثم في جامعة نيويورك. بالموازاة مع دراستها عملت ميغ في الإعلانات التلفزيونية لكسب مال إضافي، حيث شاركت في مسلسل بينما يتغير العالم وبسبب نجاحها اضطرت إلى ترك الجامعة قبل فصل دراسي واحد من تخرجها. عند انتسبها إلى نقابة الممثلين غيرت ميغ اسم عائلتها إلى رايان وهو اسم عائلة جدتها قبل الزواج.

## الفن والتميثل

### أدوارها
جاء أول دور رئيسي لها في غني ومشهور عام 1981، لكن شهرتها صدحت في الكوميديا الرومانسية الشهيرة عندما التقى هاري بسالي والذي دارت رحاه حول علاقة صداقة تجمع سالي أولبرايت وهاري الشخصية الهادئة والمتشائمة تتحول عبر الأحداث إلى حب جارف.
استمرّت رايان في أداء الأدوار الكوميديا الرومانسية الناجحة، حيث لعبت دور البطولة مع توم هانكس في ثلاثة أفلام وهي جو يتحدى البركان عام 1990، الساهر في سياتل عام 1993 ولديك بريد عام 1998.
وسعت رايان مداها كممثلة بلعبها لأنواع مختلفة من الأدوار أبرزها دور مدمنة الخمور في الفيلم الشهير عندما يحب رجل امرأة رفقة النجم أندي غارسيا عام 1994، ثم فيلم الشجاعة تحت النار عام 1996، Hurlyburly عام 1998.
في منتصف التسعينات أسست رايان شركة إنتاج، صورت من خلالها فيلم Prufrock. جهد الشركة الأول كان (قبلة فرنسية a French kiss) (1995) كوميديا رومانسية شاركت فيها بالتمثيل مع كيفين كلاين.

## حياتها
- تزوجت ميغ الممثل دينيس كويد في 14 فبراير 1991 حيث أعلنا أنهما وقعا في الحب عند تصويرهما فيلمهما الثاني (D.O.A) لتتكلل قصتهما بولدهما الوحيد جاك كويد الذي ولد عام 24 أبريل 1992. بعدها انفصلت ميغ عن زوجها وتطلقا بشكل رسمي في 16 يوليو 2001 وقد صرحت ميغ في إحدى مقابلاتها أن زوجها السابق كويد لم يكن مخلصا لها لفترة طويلة.
- بعد انفصالها عن كويد عاشت ميغ قصة حب رومنسية سريعة مع راسل كرو خلال تصوير فيلم دليل على الحياة.[6]
- في يناير 2007 قامت ميغ بتبني طفلة عمرها 14 شهرا من الصين اسمها ديزي ترو.[7][8][9]
- منذ عام 2010 عاشت ريان علاقة حب مع المغني والمؤلف الموسيقي الأمريكي جون ميلنكامب.[10][11]

## حياتها السياسية
تدعم ميغ الحزب الديمقراطي وخاصة برامجه لحماية البيئة. وفي عام 2003، دعمت حملة ويسلي كلارك لرئاسة الولايات المتحدة. ثم دعمت جون كيري خلال انتخابات الرئاسة الأمريكية لعام 2014.
اشتهرت ميغ بتصريحاتها المنتقدة لإسرائيل وقد قاطعت مهرجان القدس للافلام احتجاجا على الهجوم على قافلة الحرية.

## وصلات خارجية
- ميغ رايان على موقع IMDb (الإنجليزية)
- ميغ رايان على موقع ميتاكريتيك (الإنجليزية)
- ميغ رايان على موقع الموسوعة البريطانية (الإنجليزية)
- ميغ رايان على موقع روتن توميتوز (الإنجليزية)
- ميغ رايان على موقع مونزينجر (الألمانية)
- ميغ رايان على موقع ألو سيني (الفرنسية)
- ميغ رايان على موقع ميوزك برينز (الإنجليزية)
- ميغ رايان على موقع تيرنر كلاسيك موفيز (الإنجليزية)
- ميغ رايان على موقع أول موفي (الإنجليزية)
- ميغ رايان على موقع بوكس أوفيس موجو (الإنجليزية)